# Affaire du réseau pédophile d'Angers
L'affaire du réseau pédophile d'Angers est une affaire criminelle française dans laquelle soixante-deux personnes ont été condamnées pour des abus sexuels commis sur quarante-cinq enfants âgés de quelques mois à 12 ans, entre 1999 et 2002. Une partie des accusés sont des parents et des grands-parents des victimes recensées. 

## Enquête
L'affaire débute lorsqu'une plainte est déposée en novembre 2000 par une jeune fille de 16 ans, qui dénonce des viols commis entre 1991 et 1993. L'auteur présumé des agressions est déjà en prison, ayant été condamné en 1996 à dix ans de réclusion criminelle dans une autre affaire. Les enquêteurs de la brigade des mineurs d'Angers s'intéressent au frère du mis en cause, Éric Joubert, lui aussi condamné en 1997 à une peine de deux ans de prison ferme et un an de sursis probatoire. Depuis sa libération en mars 1999, ce trentenaire enchaîne les relations avec des mères célibataires. En février 2002, l'une d'elles dénonce son ex-compagnon, qui aurait abusé de sa fille de 5 ans,. 
En marge de l'enquête, les fréquentations d'Éric Joubert sont étudiées et un couple attire l'attention des policiers. Il s'agit de Franck et Patricia Vergondy, parents de quatre enfants, rapidement soupçonnés d'être au centre d'un réseau de prostitution d'enfants. L'affaire prend une dimension médiatique le 7 mars 2002 avec la publication de plusieurs articles de presse et la diffusion d'un reportage au journal de 20 heures de France 2. Une vingtaine de victimes sont identifiées et cinq personnes sont mises en examen pour « viol sur mineur de moins de 15 ans », « proxénétisme aggravé », « complicité de viol » et « non-dénonciation de crime »,.
Dans les jours qui suivent, des détails, qualifiés de « sordides » par le procureur de la République, sont dévoilés dans les médias. Outre le caractère incestueux des crimes, l'âge des enfants, allant de 6 mois à 12 ans, ainsi que l'ampleur du réseau choquent les enquêteurs et l'opinion publique. Issus de milieux particulièrement défavorisés, les familles impliquées ont prostitué leurs enfants en échange de sommes jugées « dérisoires » par le procureur. Pourtant, l'enquête révèle que Franck et Patricia Vergondy ont touché 150 à 300 euros par semaine, des sommes considérées comme importantes pour une famille vivant des prestations sociales,. 
À ce stade, neuf personnes sont mises en examen et vingt-sept victimes sont recensées,. Dans ce contexte d'indignation, le suivi socio-judiciaire des prévenus est pointé du doigt. Éric Joubert et Frank Vergondy étaient tous deux sous contrôle judiciaire à la suite de condamnations pour agressions sexuelles, et les familles mises en cause étaient connues des services sociaux, des signalements ayant été faits par les éducateurs, bien avant que l'enquête ne commence. Aucune suite n'a été donnée, ce que déplorent les avocats des accusés,. Au début du mois d'avril, une assistante sociale est arrêtée et placée en détention provisoire pour « complicité de viol sur mineur de moins de 15 ans ». Divorcée, cette femme âgée de 34 ans est soupçonnée d'avoir prostitué ses deux enfants. L'enquête démontre qu'elle n'a pas lié son activité criminelle avec son activité professionnelle, bien que son compagnon soit un des hommes déjà écroué pour avoir participé à des viols.
En juin 2002, trente-huit hommes et femmes sont mis en examen pour la prostitution de trente-cinq leurs enfants. Les enquêteurs se penchent maintenant sur la piste de potentiels clients du réseau appartenant à des milieux plus aisés, convaincus par le montant des sommes d'argent échangées et certains détails livrés par les témoignages des prévenus déjà arrêtés. Plusieurs d'entre eux évoquent la présence de clients cagoulés, élégamment vêtus, ainsi que des films et photographies réalisés lors des viols. Les récits des enfants et l'étude des relevés téléphoniques permettent aussi d'envisager l'hypothèse d'un vaste réseau. Alors qu'il a été fait mention de cassettes au cours des auditions, la recherche d'éléments matériels en lien avec ce volet de l'affaire demeure stérile,,.
Après deux ans et demi d'enquête et de procédure judiciaire, ce sont soixante-six personnes, trente-neuf hommes et vingt-sept femmes, qui sont mises en examen en prévision du procès, tandis que quarante-cinq victimes sont dénombrées par les enquêteurs. En plus de Franck Vergondy, Patricia Vergondy, Éric Joubert et Jean-Marc Joubert, deux frères d'une trentaine d'années sont au centre de l'affaire. D'autres victimes sont recherchées par les policiers, qui étudient les pistes liées à d'autres volets de l'affaire. À l'issue d'une procédure peu courante, l'enquête sur d'éventuelles parties du réseau encore dissimulées est disjointe de celle concernant les faits déjà avérés et se poursuit,.

## Procès

### Premier procès en 2005
Qualifié de « sans précédent » par la presse, le procès s'ouvre le 3 mars 2005 à la cour d'assises du Maine-et-Loire à Angers. Une grande salle a dû être aménagée pour accueillir les soixante-six accusés, qui sont présents, ainsi que leurs cinquante-et-un avocats et les neuf avocats des parties civiles. Le procès se tient dans un huis clos partiel en présence de la presse, mais sans public,. 
Dirigée par les juges d'instruction Virginie Parent et Isabelle Pavanelli, l'enquête a établi que les abus sexuels ont eu lieu entre janvier 1999 et février 2002. Trente-neuf des accusés risquent jusqu'à trente ans de prison pour « viol par ascendant sur mineur de moins de 15 ans » et « proxénétisme aggravé commis en bande organisée ». Les autres font face à des accusations de « violence sexuelle » et de « non-dénonciation de crime », passibles de peines allant jusqu'à dix ans de prison,,.
À partir du 12 avril 2005, la cour diffuse les auditions des enfants, qui ont été filmées. Marine, qui est au centre de l'affaire, est la première enfant à témoigner lors du procès. Certaines familles d'accueil sont aussi appelées à témoigner afin d'estimer les conséquences des sévices infligés aux enfants et les préjudices subis. Les mères des enfants, dont certaines se retrouvent sur le banc des accusés, fondent en larmes en visionnant les auditions, mais la plupart des autres accusés ne laissent transparaître aucune émotion,.
Le 10 mai 2005, Patricia Vergondy avoue ce qui a été établi par l'instruction et confirme les témoignages de ses deux filles, Marine et Inès, reconnaissant les avoir aussi agressées. C'est elle déjà qui, en février 2002, avait donné les noms de dix-huit victimes et de plusieurs agresseurs,. Ses déclarations sont importantes car avant elle, son mari Franck et presque tous les accusés sont revenus sur les aveux prononcés lors de l'enquête. De plus, les policiers n'ont pas pu apporter d'éléments matériels concernant la culpabilité des accusés, puisque les photos et enregistrements pris lors de certains viols ont été détruites peu après les premières arrestations, selon Patricia.
Le 27 juillet 2005, à l'issue de cinq mois de procès, la cour d'assises du Maine-et-Loire condamne vingt-sept des accusés à des peines d'au moins dix ans de réclusion criminelle, dont trois à plus de vingt-cinq ans. Franck Vergondy est notamment condamné à dix-huit ans de prison ferme, son père Philippe Vergondy et Éric Joubert sont eux condamnés à vingt-huit ans de réclusion et échappent de peu à la peine maximale. Didier Rivière écope d'une peine de dix-huit ans, son frère Philippe Rivière de dix-neuf ans et Patricia Vergondy est condamnée à seize ans de prison. Trois personnes sont acquittées et une autre dispensée de peine. Quinze des soixante-deux personnes condamnées font appel de la décision,.

### Procès en appel en 2007
Le 2 février 2007 débute le « second » procès du réseau pédophile d'Angers, qui se déroule à la cour d'assises de Loire-Atlantique à Nantes. Sur les quinze condamnés du premier procès ayant fait appel en 2005, trois se sont désistés. Franck Vergondy n'a pas fait appel de la décision de justice à son encontre et ne participe donc pas à ce procès. Quarante-quatre des quarante-cinq enfants recensés lors du premier procès sont concernés par cette procédure en appel,.
Les audiences se succèdent dans une vaste salle aménagée pour l'occasion. Désormais majeure, Sabine B. décrit les agressions dont elle a été victime, ainsi que celles commises sur sa petite sœur. Un autre témoignage dénonce Jean-Marc Joubert, qui admet avoir participé aux viols,. Au cours du procès, trois autres accusés passent aux aveux. Philippe B. reconnaît avoir prostitué plusieurs enfants, dont les siens, en échange de 300 euros par semaine. Moïse C., placé sous curatelle depuis 2001, a avoué des agressions sexuelles sur trois mineurs.
Le 21 avril 2007, les jurés condamnent Éric Joubert à une peine inchangée, soit vingt-huit ans de prison, tandis que Moïse C. et le frère d'Éric, parmi d'autres, voient leur peine réduite d'un an ou légèrement allongée,.

## Récidive
Philippe et Didier Rivière, pourtant respectivement condamnés à 19 ans et 17 ans de réclusion criminelle, bénéficient d'un aménagement de peine en 2017. Libérés et placés sous contrôle socio-judiciaire, ils ont interdiction d'entrer en contact avec des mineurs. Un an plus tard, Philippe Rivière est accusé d'avoir abusé d'un petit garçon de 4 ans après une soirée arrosée. Absente de la maison au moment des faits, dans la nuit du 27 au 28 janvier 2018, la mère signale l'agression subie par son fils dès le lendemain matin. La violation du contrôle socio-judiciaire est établie et une enquête qui va durer quatre mois débute, à l'issue de laquelle les deux frères sont interpellés et mis en examen,.
Ils sont à nouveau jugés en juin 2019, le plus jeune frère, Didier, pour « non-dénonciation de crime » et Philippe pour « agression sexuelle sur mineur de moins de 15 ans ». Lors de l'audience, effondré, Didier explique aux magistrats avoir lui-même été agressé plus jeune par son frère, précisant aussi que la soirée concernée par les faits n'était pas la première du genre. Le 12 juin 2019, il est condamné à 36 mois de prison, dont 18 avec sursis et mise à l’épreuve. Philippe est condamné à dix ans de prison ferme et la mère de l'enfant, qui connaissait les antécédents de son hôte, est condamnée à huit mois de prison avec sursis probatoire. Le petit garçon est placé en famille d'accueil,.

### Documentaires
- « Le réseau pédophile d'Angers » dans l'émission Faites entrer l'accusé diffusée le 20 janvier 2009 sur France 2.
- « Le réseau pédophile d'Angers » dans l'émission Crimes à Angers diffusée les 1er, 8 et 16 juin 2015 sur NRJ 12.
- « Le réseau pédophile d'Angers », épisode 2 de la saison 1 de la série documentaire L'enquête de ma vie diffusée à partir de 2018 sur Planète +.
- « Le Pire RÉSEAU PÉD*CRIMINEL de France : L’affaire d’Angers » par Julano / Juliano, dans la lignée des grands reportages de Christophe Hondelatte sortit sur YouTube le 13 juin 2025